# Бенжервиль
Бенжерви́ль (фр. Bingerville) — город в юго-восточной части Кот-д’Ивуара, входит в сельскую субпрефектуру департамента Абиджан.

## Общая информация
Город расположен на берегу лагуны Эбрие Гвинейского залива. Абсолютная высота — 59 метров над уровнем моря. Был назван в честь исследователя и впоследствии губернатора французского Кот-д’Ивуара, Луи-Гюстава Бенже. С 1909 по 1934 годы являлся столицей колонии. Сохранился ряд зданий колониальной архитектуры. Имеется ботанический сад.

## Население
По данным на 2014 год численность населения составляет 64 015 человека.
Динамика численности населения города по годам:
| 1975   | 1988   | 1998   | 2014   |
| ------ | ------ | ------ | ------ |
| 12 527 | 28 752 | 359 44 | 64 015 |